# Anton Erkelenz
Anton Peter Erkelenz (Neuss, 10 ottobre 1878 – Berlino, 24 aprile 1945) è stato un politico tedesco.

## Biografia
In gioventù intraprese il mestiere di fabbro e tornitore. Nel 1902 divenne segretario dei lavoratori dei sindacati Hirsch-Dunckersche a Düsseldorf, poi nel 1907 ricoprì lo stesso incarico a Berlino. Nel 1919 fu eletto all'Assemblea nazionale costituente tedesca tra le file del Partito Democratico Tedesco, poi dal 1920 sedette al Reichstag. Le sue principali battaglie politiche riguardavano la parità di diritti e doveri dei lavoratori, nonché il loro avanzamento professionale, culturale e sociale.
Agli inizi degli anni Trenta passò tra le file dei socialdemocratici a seguito della fusione del suo partito con il Jungdeutscher Orden. In seguito fu strenuo oppositore del nazionalsocialismo. Fu assassinato dai sovietici mentre cercava di proteggere la sua governante.